# 徐文烈
徐文烈（1909年—1976年12月28日），又名何坤，云南宣威板桥镇大堡村人，中国人民解放军开国少将。

## 生平
1917年入私塾，1921年入板桥初级小学就读。1923年入板桥高小读书。1924年1月入曲靖的省立第三师范附属高小读书。1925年6月因家贫辍学。1926年初考入曲靖的云南省立第三师范；在校时经陈昌郁、吴永康介绍加入中国共产党。1929年到陆良县南区碧云小学任教。1930年春任陆良中心县委委员，负责六区（老鸦召一带）工作。1930年7月3日陆良暴动，红三十八军第三师负责人。陆良暴动失败后，转移到昆明，后回宣威参与成立板桥支部，在宣威海岱冲文阁两级小学任教语文、历史、地理课。云南省临委遭破坏后，板桥支部与上级失去联系，改为党小组继续工作。1932年2月借省立第三师范同学何正坤的毕业文凭，改名何坤考入云南省东陆大学教育系。1933年8月被人控告“思想左倾”、“常看《向导》周报”、“共产党嫌疑”被捕入狱，关押两个月后因无证据而被校长何瑶保释出狱。失去了党的组织关系。1934年1月毕业回宣威县立中学任教，在学生中秘密组织读书会，传阅进步书刊，并带领县中进步学生到板桥小学和板桥街头进行抗日宣传。
1935年4月26日，红一方面军红九军团长征经过板桥镇。板桥小学毕业的红九军团部作战科长刘雄武（1937年春任红西路军红三十军八十九师参谋长在甘肃安西县红柳园子作战牺牲）与红九军团宣传部长、云南迤西人王透邀请徐文烈参加红军。徐文烈带动板桥小学学生樊同功、堂弟徐文礼（1964年开国少将）等三十多人分头赶往县城西南20里的红九军团宣传部驻地灰洞参加红军。徐文烈把妻子与儿子、女儿留在老家，给红九军团带路攻占了宣威县城，带动宣威扩红三百人。徐文烈随红军参加长征后，父亲和母亲被当地政府逮捕入狱惨死，胞弟徐文斌逃匿外地，1949年后被周保中在曲靖县城找到。
徐文烈参加红军后，任红九军团政治部宣传部干事。1935年8月过草地时，在松岗经红九军团宣传部长王透、刘鹤孔介绍，重新加入中国共产党。1936年3月任红九军团改称的红三十二军政治部宣传科科长。1936年8月任红三十二军政治部宣传部。1936年11月任红三十二军政治部破坏部部长。1936年12月任红二方面军政治部宣传科科长。
抗战暴发后，1937年9月任八路军一二〇师河曲工作团主任，1938年8月任一二〇师政治部宣传部副部长。1939年1月任一二〇师政治部宣传部部长。1941年2月任一二〇师教导团政治委员。1941年5月调任晋西北抗大七分校政治委员。1943年3月调任陕甘宁边区绥德的抗大总校政治部副主任。
抗战胜利后，率抗大总校赴东北。1945年12月任东北军政大学政治部主任。1946年5月底潘朔端率领滇军第六十军第一八四师在海城起义，徐文烈作为云南人奉命带领30多名干部改编、改造该部队为“东北民主同盟军第一军”，徐文烈任政治部主任。1947年12月徐文烈调回任东北军政大学政治部主任。1948年10月中旬，曾泽生率滇军第六十军在长春起义，改编为解放军第五十军，曾泽生任军长，徐文烈任政治委员。
1954年2月，徐文烈调南京军事学院任学院政治部副主任。患脑血栓，一度偏瘫。1959年12月，他调任中国人民解放军总政治部副秘书长。文革中期第四野战军指挥官林彪政坛失势后，身为其手下爱将的徐文烈被以“四人帮”为首的中央专案审查小组污蔑为“叛徒”，开除党籍、军籍，遣送回宣威原籍，安置在距宣威县城20公里的歌乐村购销店，每月发60元生活费。1973年4月回京住进总政招待所和解放军309医院。1976年因第二次心肌梗塞逝世。
1979年3月15日，总政治部发了《关于徐文烈同志历史问题复查结论的通知》，“撤销1971年2月18日中央专案审查小组将徐文烈定为叛徒，开除党籍、军籍的决定”，彻底推倒了“四人帮”一伙强加给徐文烈的一切诬蔑不实之词。1979年4月10日下午，中国人民解放军总政治部在北京八宝山革命公墓礼堂为徐文烈举行隆重的追悼会，公开平反昭雪，彻底恢复名誉，并进行了骨灰安放仪式。
1955年，授予中国人民解放军少将。获一级解放勋章、二级八一勋章、二级独立自由勋章。

## 纪念
2006年云南省委发文，将周保中、罗炳辉、徐文烈、李国柱、施滉、马克昌、艾思奇、聂耳等10人列为重点研究的“云南党史人物”。

## 家人
- 女儿徐燕
- 儿子徐子非